# IX Festival Internacional de Cinema Fantàstic i de Terror
El IX Festival Internacional de Cinema Fantàstic i de Terror va tenir lloc a Sitges entre el 2 i el 9 d'octubre de 1976 sota la direcció d'Antonio Rafales amb la intenció de promocionar el cinema fantàstic i el cinema de terror. Fou inaugurat al palau de Maricel i hi havia tres seccions, una competitiva, una informativa i uns altra retrospectiva.

## Pel·lícules exhibides

### Secció competitiva
- Roig fosc de Dario Argento
- Cap de setmana sagnant de William Fruet
- Le Nosferat ou les eaux glacées de calcul égoïste de Maurice Rabinowicz
- Bug de Jeannot Szwarc
- Children Shouldn't Play with Dead Things de Bob Clark
- Lèvres de sang de Jean Rollin
- The Ghoul de Freddie Francis
- Cucs de Jeff Lieberman
- Riti, magie nere e segrete orge nel trecento de Renato Polselli
- The Werewolf of Washington de Milton Moses Ginsberg
- Land of the Minotaur de Kostas Karagiannis
- Blood Stalkers de Robert W. Morgan
- Hotelska Soba (c) de Vanča Kljaković
- Putovanje (c) de Bogdan Žižić
- Venganza-Justicia (c) de Ramón Ibáñez Ribot
- Mijn nachten met Susan, Olga, Albert, Julie, Piet & Sandra de Pim de la Parra
- Mary, Mary, Bloody Mary de Juan López Moctezuma
- Chosen Survivors de Sutton Roley

### Secció informativa
- The Cars That Ate Paris de Peter Weir
- El jovencito Drácula de Carlos Benpar
- Lifespan de Sandy Whitelaw
- La Vampire nue de Jean Rollin
- Les Démoniaques de Jean Rollin
- Le Frisson des vampires de Jean Rollin
- Requiem pour un vampire de Jean Rollin
- La Rose de fer de Jean Rollin
- The Stepford Wives de Bryan Forbes

### Secció retrospectiva
- La núvia del diable (1968) de Terence Fisher
- La maledicció de l'home llop (1961) de Terence Fisher
- Frankenstein va crear la dona (1967) de Terence Fisher
- The Witches (1966) de Cyril Frankel

## Jurat
El jurat internacional estava format per Terence Fisher, Luis Buñuel, Krsto Papić, Arturo Marcos i Miguel Utrillo.

## Premis
Els premis d'aquesta edició foren:
| Categoria                                      | Premiat                | Treball                                           |
| ---------------------------------------------- | ---------------------- | ------------------------------------------------- |
| Medalla Sitges d'Or al millor director         | Dario Argento          | Roig fosc                                         |
| Medalla de Plata al millor Curtmetratge        | Vanča Kljaković        | Hotelska soba                                     |
| Medalla de Plata a la millor actriu            | Brenda Vaccaro         | Cap de setmana sagnant                            |
| Medalla en Plata al millor actor               | Peter Cushing          | The Ghoul                                         |
| Medalla de Plata a la millor fotografia        | Jean-Jacques Mathy     | Le Nosferat ou les eaux glacées de calcul égoïste |
| Medalla de Plata al millor guió                | William Fruet          | Cap de setmana sagnant                            |
| Medalla de Plata als millors efectes especials | Phil Cory              | Bug                                               |
| Premi del Jurat Internacional de la Crítica    | Cap de setmana sagnant | William Fruet                                     |